# 917
917 (CMXVII) var ett normalår som började en onsdag i den julianska kalendern.

## Händelser

### Augusti
- 20 augusti — Slaget vid Anchialus: Tsar Simeon I av Bulgarien invaderar Tharkien och driver ut bysantinerna.

### Okänt datum
- Kungariket Stora Yue, senare omdöpt till Södra Han, bildas av  Liu Yan i Guangdong och Guangxi.

## Födda
- Teofylactus av Konstantinopel, patriark av Konstantinopel.

## Avlidna
- Frederuna, drottning av Frankrike.